# تکله، آق‌سو
تکله (به لاتین: Təklə) یک منطقه مسکونی در جمهوری آذربایجان است که در شهرستان آق‌سو واقع شده است. تکله ۴۳۴ نفر جمعیت دارد.